# 나이트메어 (민속)

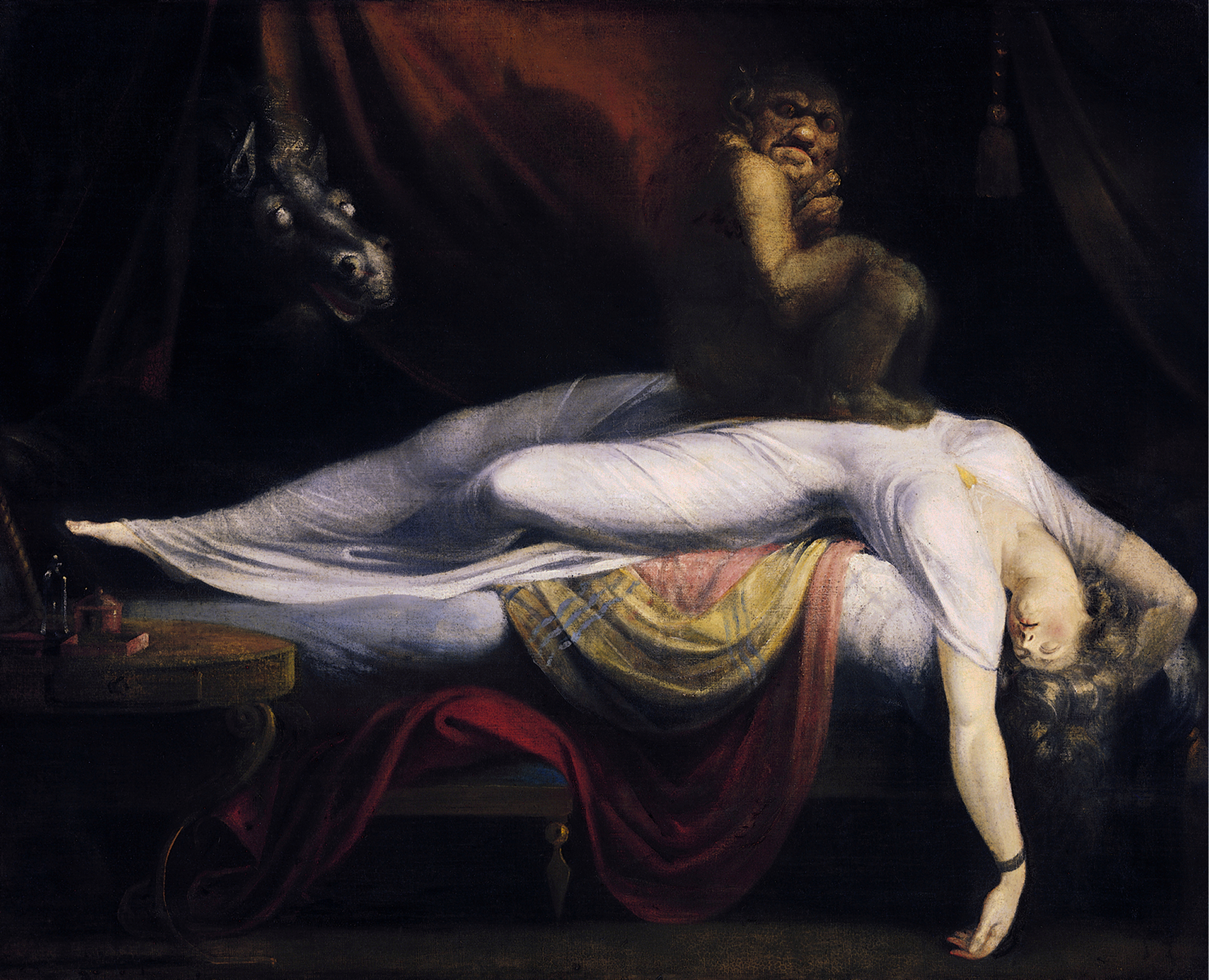

나이트메어(nightmare, 영어: mare 메어[*], 고대 영어: mære 매레, 고대 노르드어: mara 마라, 독일어: Nachtmahr 나흐트마르[*], 그리스어: Μόρα 모라[*], 우크라이나어: Мара, 러시아어: Мара)는 게르만 민속에서 등장하는 사악한 존재이다. 잠자는 사람의 가슴 위에 올라가서 악몽을 꾸게 한다. "악몽"을 의미하는 영어 nightmares 의 어원이 되었다.
중근동의 인큐버스 및 서큐버스와 동일시되기도 하지만 좀 다르다.

## 같이 보기
- 알프 (민속)
- 인큐버스
- 마라 파피야스
- 모로스
- 악몽
- 가위눌림
- 서큐버스